# Убавој нам Црној Гори
«Убавој нам Црној Гори» (с серб. — «Наша прекрасная Черногория») — государственный гимн Княжества и Королевства Черногория.
Текст был составлен в 1865 году черногорским поэтом и священником Йованом Сундечичем, который также был секретарём черногорского князя Николы I Петровича-Негоша . Музыка была написана Йово Иванишевичем. Эта мелодия была позже адаптирована Антоном Шульцем . Гимн был впервые спет и сыгран 17 октября 1870 года. Затем князь Никола I объявил его государственным гимном. 28 августа 1910 года под тем же гимном было провозглашено Королевство Черногория .

## Текст
Убавој нам Црној Гори с поноситим Брдима,
Отаџбини што не двори, коју нашим мишицама
Ми бранимо и држимо презирући невољу, —
Добри Боже, сви Т’ молимо: живи Књаза Николу!
Здрава, срећна, моћна, славна, — обћем врагу на ужас,
Врлим претцим’ у свем равна, свом народу на украс;
Добрим блага, злијем строга; крста, дома, слободе
Заштитника ревноснога, — храни нам Га, Господе!
Од коварства и напасти чувај Њег’ и Његов Дом;
Који сније Њем’ пропасти — нека буде пропаст том!
А коју му вјеру крши, — правда тог укротила,
Крјепки Боже, све растр’си што нам злоба ротила.
Куд Он с нама, свуд’ ми с Њиме крв смо љеват готови
за Њ’ за вјеру, наше име и за браћу у окови!
Томе ћемо свету дугу одзивати се сваки час, —
Боже, свеј нам буд’у у кругу, благосиљај Њег’ и нас!